# Кармен, Блисс
Блисс Ка́рмен (англ. Bliss Carman, имя при рождении — William Bliss Carman, 1861—1929) — канадский поэт.

## Биография
Родился в Канаде в провинции Нью-Брансуик, образование получил в университетах: Университет Нью-Брансуика, Эдинбургском университете, Университете Нью-Йорка и Гарвардском. Во время учёбы в Гарварде он познакомился с американским поэтом Ричардом Хоуви, в соавторстве с которым выпустил несколько книг.
После переезда в Нью-Йорк был редактором ряда журналов и газет, а также редактором 10-томного издания «Лучшая поэзия мира» (The World’s Best Poetry, 1904).
С 1909 постоянно жил в Нью-Кейнане, штат Коннектикут. Был избран член-корреспондентом Королевского общества Канады.

## Творчество
Первая книга его стихов, «Low Tide on Grand Pré», вышла в 1894 и была встречена с интересом. Другие его поэтические произведения: «Songs from Vagabondia» (в соавторстве с Ричардом Хоуви), 1894); «Behind the Arras» (1895), «Ballads of Lost Haven» (1897); «By the Aurelian Wall» (1898); «Christmas Eve at St. Kavin’s» (1901); «Pipes of Pan» (1902—1903).